# Can Ricart (Mataró)
Can Ricart és un edifici de Mataró (Maresme) protegit com a Bé Cultural d'Interès Local.

## Descripció
Es tracta d'un casal en cantonada de planta baixa, tres plantes pis i terrat superior. Presenta arcs escarsers a les obertures de la planta baixa i balcons i finestres a les plantes superiors. Destaca la base barroca i els carreus de pedra que juntament amb el balcó del primer pis emfatitzen la cantonada. Al coronament de l'edifici hi ha una barana d'obra amb petits merlets. L'estuc de la façana perfila els brancals i llindes de les obertures. És interessant la façana al patí d'illa per la composició de les obertures i pel coronament corbat on hi ha les dues escales d'accés al terrat

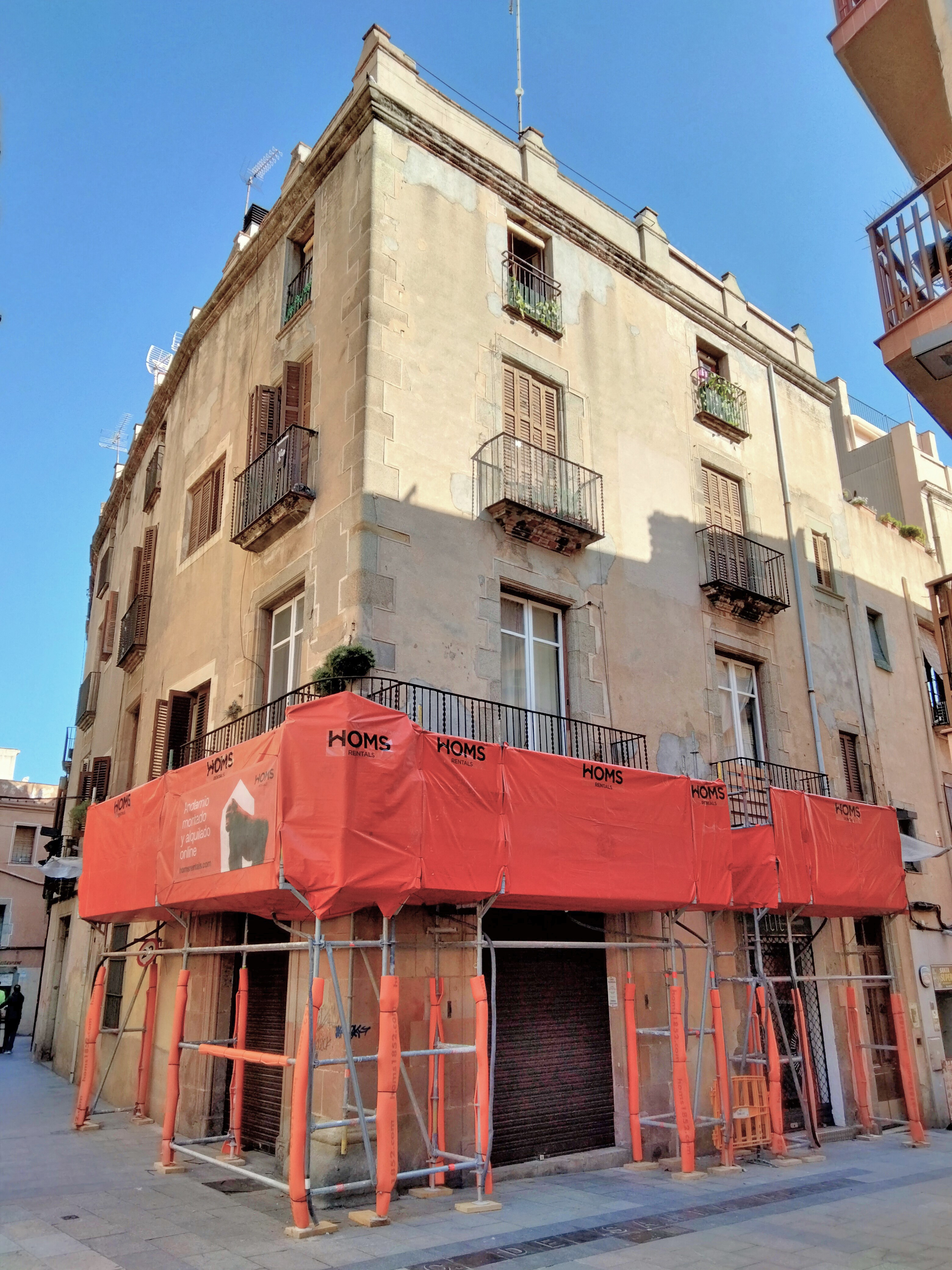
Restauració de l'edifici, març del 2024

## Història
El casal forma cantonada amb els carrers de Santa Maria i de la Beata Maria, que inclou dues antigues cases, avui agrupades. La façana és característica del Mataró barroc i és un punt de referència des de la plaça de Santa Maria.